# Csaba Földes

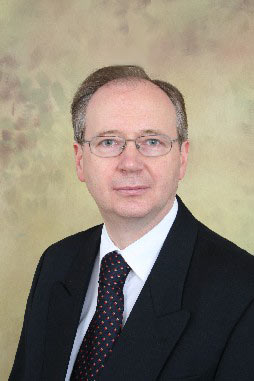
Csaba Földes (2012)

Csaba Földes (* 8. Juni 1958 in Almasch/Bácsalmás, Ungarn) ist ein Germanist mit dem Arbeitsschwerpunkt Deutsche Gegenwartssprache und Deutsch als Fremdsprache sowie Inhaber des Lehrstuhls für Germanistische Sprachwissenschaft an der Universität Erfurt. Er war unter anderem  von 2010 bis 2017 Präsident des Mitteleuropäischen Germanistenverbandes (MGV).

## Werdegang
Csaba Földes studierte von 1976 bis 1981 Germanistik, Slawistik und Allgemeine Sprachwissenschaft in Debrecen, Odessa, Moskau, Leipzig und an der Humboldt-Universität in Berlin. Danach arbeitete er als Lektor am Sprachenzentrum der Technischen Hochschule Kecskemét und als DaF-Lehrer an einer pädagogischen Fachschule. 1987 erfolgte seine Promotion an der Universität Jena.
Zwischen 1985 und 1996 war er als wissenschaftlicher Mitarbeiter, seit 1993 als Hochschulprofessor im Fachbereich Deutsch der Pädagogischen Hochschule „Gyula Juhász“ Szeged sowie als Dozent an der Universität Szeged tätig. 1987 erfolgte die Habilitation an der Universität Debrecen. Von 1996 bis 2012 war er Universitätsprofessor für germanistische Linguistik an der Pannonischen Universität Veszprém; inzwischen hat er Professuren für Deutsche Sprachwissenschaft und für Deutsch als Fremdsprache an Universitäten in Deutschland und in Österreich vertreten. Neben seinem Lehrstuhl in Veszprém war Csaba Földes auch Germanistikprofessor an der J.-Selye-Universität in Komárno (Slowakei). 2008 erfolgte die Ernennung zum Doktor der Ungarischen Akademie der Wissenschaften.
Seit 2012 ist Földes Professor für Germanistische Sprachwissenschaft in Erfurt.
Földes ist Begründer und Leiter des Kompetenzzentrums Interkulturelle Linguistik/Germanistik und in diesem Rahmen des „Internationalen Forschungs- und Nachwuchsnetzwerks für Interkulturelle Germanistik“ an der Pannonischen Universität Veszprém.

## Ehrungen
2008 erhielt Földes den Titel eines Doktors der Ungarischen Akademie der Wissenschaften (DSc.). 2013 wurde er  mit der Ehrendoktorwürde der Anatolij-Omeltchenko-Theaterhochschule in Wolgograd ausgezeichnet. Im Jahr 2018 wurde er in der Johann Gottfried Herder-Forschungsrat und im Jahr 2020 in die Academia Europaea gewählt. Im selben Jahr wurde ihm die Ehrenplakette der János-Selye-Universität verliehen.

## Mitgliedschaften
- Mitglied im „Internationalen Wissenschaftlichen Rat“ des Instituts für Deutsche Sprache (IDS) in Mannheim
- Vorstands- und Beiratsmitglied (1998–2006), Vizepräsident (2006–2010) von EUROPHRAS: Europäische Gesellschaft für Phraseologie
- Mitglied im wissenschaftlichen Beirat der Gesellschaft für Interkulturelle Germanistik (GIG)
- Mitglied der Internationalen Vereinigung für Germanistik (IVG)
- Mitglied der Österreichischen Gesellschaft für Germanistik (ÖGG)
- Mitglied der New York Academy of Sciences

## Forschungsschwerpunkte
Germanistische Linguistik und Deutsch als Fremdsprache/Zweitsprache:
- Sprache – Kultur – Interkulturalität/Transkulturalität: interkulturelle Linguistik
- interkulturelle Kommunikation
- Zwei- und Mehrsprachigkeitsforschung
- Sprachenpolitik (besonders: die internationale Stellung der deutschen Sprache)
- Sprachkontaktforschung, Soziolinguistik
- Phraseologie
- Lexikographie
- Deutsch als Minderheitensprache

## Publikationen (Auswahl)

### Als Autor
- Aspekte phraseologischer Äquivalenz in der ungarischen, deutschen und russischen Gegenwartssprache. Dissertation A Universität Jena 1987, Jena 1987, DNB 881182621
- mit Andrea Hécz: Deutsche Rundfunksprache in mehrsprachiger Umwelt. Am Beispiel der Verwendung von Phraseologismen. Ed. Praesens, Wien 1995, ISBN 3-901126-39-2.
- Mehrsprachigkeit, Sprachenkontakt und Sprachenmischung (= Flensburger Papiere zur Mehrsprachigkeit und Kulturenvielfalt im Unterricht, Band 14/15).  Bildungswissenschaftliche Hochschule, Abteilung Deutsch als fremde Sprache, Flensburg 1996, DNB 948618256.
- Deutsche Phraseologie kontrastiv: Intra- und interlinguale Zugänge. (=Deutsch im Kontrast; Bd. 15), Julius Groos Verlag, Heidelberg 1996, ISBN 3-87276-759-3.
- mit Halász, Előd, Uzonyi, Pál: Német-magyar nagyszótár. Deutsch-Ungarisches Großwörterbuch.  (Klasszikus Nagyszótárak), Akadémiai Kiadó, Budapest 1998, ISBN 963-05-7512-4.
- mit Halász, Előd und Uzonyi, Pál: Magyar-német nagyszótár. Ungarisch-Deutsches Großwörterbuch. (Klasszikus Nagyszótárak), Akadémiai Kiadó, Budapest 1998, ISBN 963-05-7513-2.
- Interkulturelle Linguistik. Vorüberlegungen zu Konzepten, Problemen und Desiderata. Veszprém: Universitätsverlag/Wien: Edition Praesens 2003 (Studia Germanica Universitatis Vesprimiensis, Suppl.; 1),  ISBN 963-9495-20-4; ISBN 3-7069-0230-3.
- Kontaktdeutsch: Zur Theorie eines Varietätentyps unter transkulturellen Bedingungen von Mehrsprachigkeit. Gunter Narr Verlag, Tübingen 2005, ISBN 3-8233-6160-0.
- Interkulturelle Kommunikation: Positionen zu Forschungsfragen, Methoden und Perspektiven. Veszprém: Universitätsverlag/Wien: Praesens Verlag 2007 (Studia Germanica Universitatis Vesprimiensis, Suppl.; 7); ISBN 978-963-9696-10-5, ISBN 978-3-7069-0442-1.

### Als Herausgeber
- Phraseologie disziplinär und interdisziplinär. Gunter Narr Verlag, Tübingen 2009, ISBN 978-3-8233-6534-1.
- Deutsch in soziolinguistischer Sicht. Sprachverwendung in Interkulturalitätskontexten. (Beiträge zur Interkulturellen Germanistik; 1), Narr Verlag, Tübingen 2010, ISBN 978-3-8233-6571-6.
- Interkulturelle Linguistik im Aufbruch. Das Verhältnis von Theorie, Empirie und Methode. (Beiträge zur Interkulturellen Germanistik; 3), Gunter Narr Verlag, Tübingen 2011, ISBN 978-3-8233-6682-9.
- Interkulturalität unter dem Blickwinkel von Semantik und Pragmatik. (Beiträge zur Interkulturellen Germanistik; 5), Gunter Narr Verlag, Tübingen 2014, ISBN 978-3-8233-6905-9.
- Kontaktvariäteten des Deutschen im Ausland, (Beiträge zur Interkulturellen Germanistik; 14). Narr Verlag, Tübingen 2021, ISBN 978-3-8233-8304-8.
- mit Thorsten Roelcke: Handbuch Mehrsprachigkeit. De Gruyter, Berlin/Boston 2022, ISBN 978-3-11-062016-0.
- Sprach- und Textkulturen – interkulturelle und vergleichende Konzepte. Narr Francke Attempto Verlag, Tübingen 2018, ISBN 978-3-8233-8086-3.

Csaba Földes ist Herausgeber der Zeitschrift für Mitteleuropäische Germanistik (ZMG), der Reihe Beiträge zur Interkulturellen Germanistik (BIG) und der Reihe Texte von Kulturen und der Studia Germanica Universitatis Vesprimiensis.